# Ctenitis pseudorhodolepis
Ctenitis pseudorhodolepis är en träjonväxtart som beskrevs av Ren-Chang Ching och Chu H.Wang. Ctenitis pseudorhodolepis ingår i släktet Ctenitis och familjen Dryopteridaceae. Inga underarter finns listade.